# 托雷莫尔莫洪
托雷莫尔莫洪，是西班牙卡斯蒂利亚-莱昂帕伦西亚省的一个市镇。 总面积28平方公里，总人口86人（2001年），人口密度3人/平方公里。